# Lúcio Chameck
Lúcio Chameck est un pianiste et compositeur brésilien d'origine européenne de la première moitié du XXe siècle.
Il fait partie d'un groupe de musiciens immigrés au Brésil qui ont contribué à façonner la musique brésilienne dans les années 1930.

## Biographie
D'origine européenne, Lúcio Chameck arrive au Brésil au début des années 1920 et on sait qu'il commence à travailler à la fin de cette décennie et qu'il enregistre des albums dans les années 1930, notamment pour Odeon. Il enregistre notamment des fox trots avec le Pan American Orchestra, créé par Simon Bountman, et des choros pour accompagner le saxophoniste et chef d'orchestre Ignácio Kolman.
En 1928, il compose l'embolada Nego d'Angola, enregistrée par Francisco Alves avec Pixinguinha à la flute, des matchiches pour l'Orquestra Pan American et le choro Flor de cereja pour le chef d'orchestre et instrumentiste Romeu Ghipsman, tous à Odeon. La même année, il accompagne au piano le guitariste Canhoto dans l'enregistrement de la valse Lamentos, du maxixe Mentiroso et du cateretê Uma Noite Na Roça, tous de Canhoto,,. Il accompagne également pour les enregistrements d'Ursada de Kolman, Velhos tempos, de Pompeu Nepomuceno, et Hot strings, de Charles Saul Harris. Avec le Profesor Barros à la guitare, il accompagne la chanteuse Stefana de Macedo dans l'enregistrement du thème populaire argentin Zamba Cordobeza, et dans la samba Leonor, de Catulo da Paixão Cearense.
L'année suivante, il accompagne de nombreux artistes au piano, notamment le violoniste Lambert Ribeiro dans l'enregistrement des pièces Prelúdio, de Jean-Sébastien Bach arrangé par Fritz Kreisler, Mazurka et Lamento, de Lambert Ribeiro, et Rondino, de Beethoven. Toujours en 1929, sa samba Não come assim est enregistrée chez Columbia par Francisco Alves, et la samba Não Podemos mais, en collaboration avec De Chocolat (pt), est enregistrée à Parlophone.
Entre 1931 et 1940, la samba est le genre de chanson populaire le plus enregistré au Brésil, avec près d'un tiers du répertoire total ; les sambas et les marches représentent ensemble un peu plus de la moitié du répertoire enregistré pendant cette période. Grâce à la nouvelle technologie d'enregistrement électromagnétique, il est possible de capturer les instruments de percussion présents dans les écoles de samba. La samba Na Pavuna d'Almirante, interprétée par le Bando de Tangarás, est la première à être enregistrée en studio avec les percussions qui caractériseront désormais le genre : tamborim, surdo, pandeiro, ganzá, cuíca, entre autres. Malgré la présence de ces instruments de percussion, les enregistrements de samba en studio sont marqués par la prédominance d'arrangements orchestraux avec des cuivres et des cordes. Tandis que la question de l'authenticité de leur production est sujette à caution et décriée de par leurs origines, ce schéma orchestral est surtout imprimé par des arrangeurs d'origine européenne, dont Simon Bountman, Romeu Ghipsman, Ignácio Kolman, Lucio Chameck, Harry Kosarin et Arnold Gluckman, des chefs d'orchestre dont la formation érudite a fini par conférer un son symphonique européen à la contre-mélodie et au rythme de tambour de la samba estacienne,,. Un gain esthétique indéniable a été apporté par eux, les circonstances techniques exigeant des solutions créatives de la part des arrangeurs et des interprètes. Les interventions de ces « déformateurs de samba » ont pourtant eu un accueil mitigé par leurs contemporains, étant accusés d'« empêcher l'émergence de ce qu'est le Brésil »,.
Simon Bountman meurt le 1er mars 1977 à Rio de Janeiro.